# トヨタ・D-4

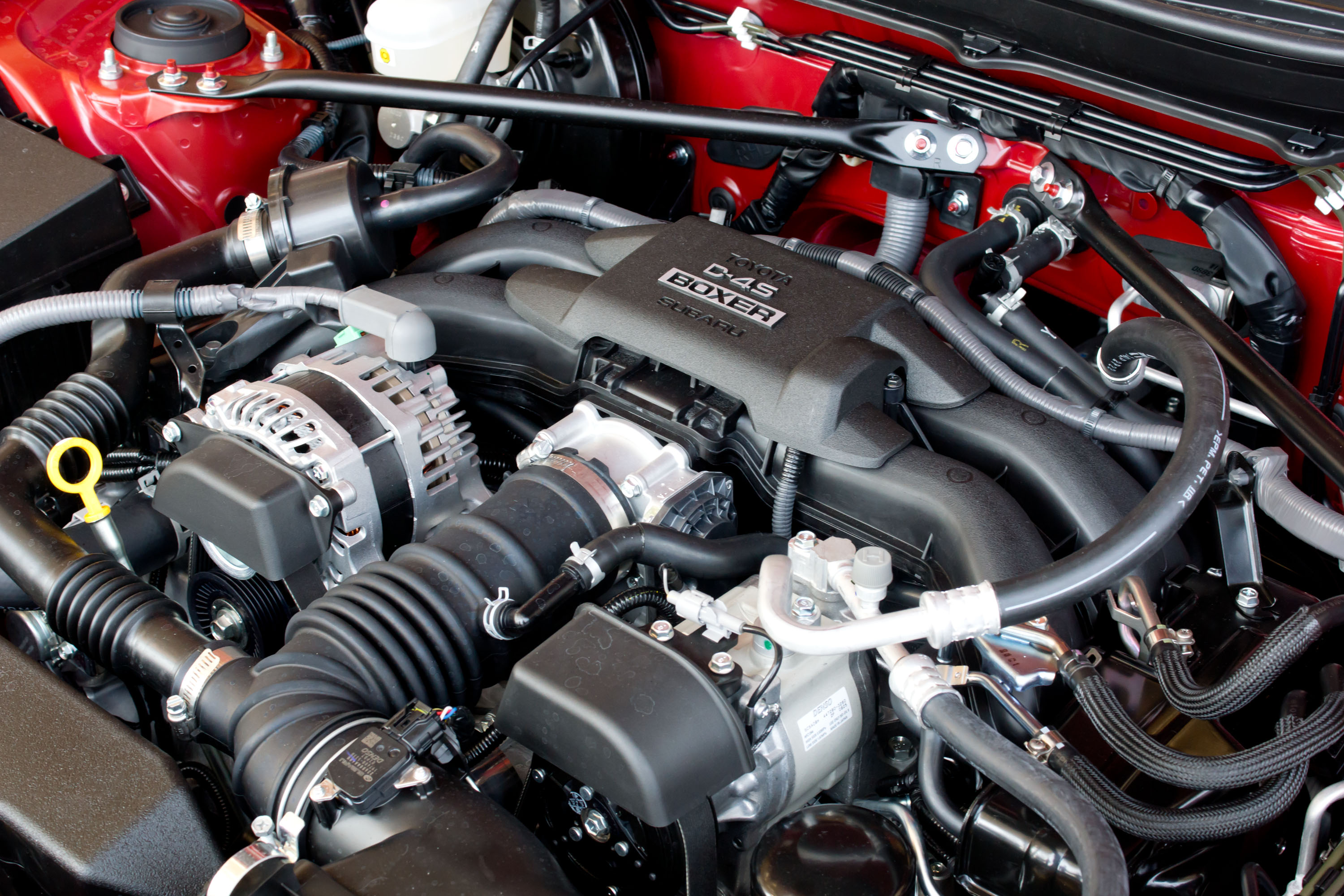
『D-4S』の表記があるトヨタ・86のエンジンフード

トヨタ・D-4（Direct Injection 4-Stroke）は、トヨタ自動車が採用する直噴エンジン技術、もしくはポート噴射/直噴併用技術及びそのシリーズ。

## D-4
1993年に発表され、1996年12月に3G-FSE型としてコロナプレミオの特別限定仕様車に先行搭載される形で量産化された。しかし排ガス規制への対応ができず、この世代のD-4は短命に終わった。この頃のD-4は三菱自動車工業の『GDI』と同様にリーンバーン（希薄燃焼）を前提とした技術で、高負荷域を苦手とした。このため低負荷域をモーターに任せる思想で設計されたプリウスには用いられず、その後もTHS（トヨタ・ハイブリッド・システム）採用車には採用されることはなかった。
1999年に刷新されたD-4を採用した2JZ-FSEが登場した。3S-FSEでは燃料の噴霧形状は円錐状で、気流を利用したスワール（混合気の渦）を発生させる必要があったが、2JZ-FSEではそうした必要は無く、代わりに貫徹力の高い扇状の噴射を行うファンスプレーできめ細かい霧状の噴射を行った。またそのためにピストン頂部に凹みを作り貝型の燃焼室にするなど全体的な改良が施された。成層燃焼のできない冷間時や高負荷域では、VVT-i（可変バルブタイミング機構）を採用することで燃費の悪化を防いだ。
1JZ-FSEおよび2JZ-FSEエンジンにおいては長時間のアイドリングなど特定のエンジン回転域を多用されるような運転により、インテーク側にカーボンが徐々に堆積して吸気の流れが変化し、アイドル不調が発生することがあり、当該現象については保証期間が5年または10万Km以内から9年以内に延長されている。
2004年登場の3GR-FSEでは通常のガソリンエンジンのようなストイキ（理論空燃比）での直噴が可能になり、上記の弱点を克服した。しかしその後は後述のD-4Sがトヨタの直噴技術の主流となり、D-4は2025年現在は4代目以降のヤリスや3代目以降のシエンタ、日本仕様12代目カローラシリーズ（2022年9月 - 2025年4月まで生産されたセダンとツーリングのみ）、中国仕様12代目カローラ/2代目レビンに搭載されているM15A-FKS型のような低価格帯のコンベンショナルモデルにのみ用いられている（ハイブリッド版のM15A-FXE型はポート噴射）。

### 採用エンジン
- 3S-FSE（直列4気筒）
- 1AZ-FSE/2AZ-FSE（直列4気筒）
- 1JZ-FSE/2JZ-FSE（直列6気筒）
- 3GR-FSE/4GR-FSE（V型6気筒）
- M15A-FKS（直列3気筒）

## D-4D
2000年にランドクルーザープラドの1KD-FTVに採用される形で登場した、コモンレール式ディーゼル直噴技術。大衆車向けのNDエンジンは欧州でシトロエン、スバル、Miniなどにも供給された。

### 採用エンジン
- 1KD-FTV/2KD-FTV（直列4気筒ディーゼルターボ）
- 1ND-FTV（直列4気筒ディーゼルターボ）
- 1AD-FTV（直列4気筒ディーゼルターボ）
- 1VD-FTV（V型8気筒ディーゼルターボ）
- 1GD-FTV/2GD-FTV（直列4気筒ディーゼルターボ）
- F33A-FTV（V型6気筒ディーゼルターボ）

## D-4S
2005年にレクサスGSの2GR-FSEに採用される形で登場。
世界初となる、直噴とポート噴射の2つを同時採用し、これらを状況に応じて使い分ける技術。高度で複雑な制御を要するが、低負荷域をポート噴射、ノッキングの恐れのある高負荷域を直噴にすることで出力と低燃費の両立を目指した。また排気再循環により燃費を向上させるにあたり、インテーク側に堆積するカーボンがネックとなっていたが、ポート噴射で洗い流すことでこれを解決した。
現在のトヨタの中〜上位車種のTHS-Ⅱ車を含め、幅広く展開されている。また共同開発のスポーツカーであるトヨタ・86/スバル・BRZには、スバルのアイデンティティである水平対向エンジンにD-4Sが組み合わされた。

### 採用エンジン
- 1UR-FSE/2UR-FSE/2UR-GSE（V型8気筒）
- 2GR-FSE（V型6気筒）
- M20A-FKS/M20A-FXE/A25A-FKS/A25A-FXS（直列4気筒）
- FA20/FA24（水平対向4気筒）

## D-4ST
2014年にレクサス・NXの8AR-FTSに採用される形で登場した、D-4Sのターボ版。高級車やハイパフォーマンスモデルで採用されている。

### 採用エンジン
- 8AR-FTS（直列4気筒ターボ）
- T24A-FTS（直列4気筒ターボ）
- V35A-FTS（V型6気筒ターボ）
- G16E-GTS（直列3気筒ターボ）

## D-4T
2015年にオーリスの8NR-FTSに採用される形で登場した、D-4のターボ版。現代的なダウンサイジングターボと組み合わせた直噴技術を実現し、Cセグメント車で用いられたが、間もなくダイナミックフォースエンジンに置き換えられて姿を消した。

### 採用エンジン
- 8NR-FTS（直列4気筒ターボ）